# Partie polityczne Malediwów
Partie polityczne Malediwów – ugrupowania polityczne funkcjonujące w malediwskim systemie politycznym.
Pierwszą partią, która oficjalnie została zarejestrowana na Malediwach w 2005 roku, jest Demokratyczna Partia Malediwów.

## Partie polityczne reprezentowane w parlamencie
- Partia Postępowa Malediwów
- Demokratyczna Partia Malediwów
- Partia Republikańska (Jumhooree)
- Sojusz na rzecz Rozwoju
- Partia Adhaalath (islamska)